# Heidi (série télévisée d'animation)
Pour les articles homonymes, voir Heidi.
Heidi (アルプスの少女ハイジ, Arupusu no Shōjo Haiji, « Heidi, fille des Alpes ») est une série télévisée d'animation japonaise et américaine (anime) en 52 épisodes de 24 minutes, produite par le studio Zuiyo Eizo (futur Nippon Animation), qui a été diffusée initialement sur Fuji Television du 6 janvier au 29 décembre 1974.
La série a été réalisée par Isao Takahata ; le layout était assuré par Hayao Miyazaki ; la conception des personnages et la supervision de l'animation, par Yōichi Kotabe. Basée sur deux romans de l'écrivaine suisse Johanna Spyri (Heidi et Heidi grandit), la série est issue du projet World Masterpiece Theater (Sekai Meisaku Gekijo) et connut un immense succès.
Au Québec, la série a été diffusée à partir du 24 septembre 1977 à la Télévision de Radio-Canada, au Luxembourg dès le 4 septembre 1978 sur Télé Luxembourg.
Elle est diffusée en France à partir du 22 décembre 1979 sur TF1 dans Les Visiteurs de Noël, puis dans Les Visiteurs du mercredi, rediffusée sur Piwi puis rediffusée sur France 5 dans Zouzous depuis le 25 avril 2012. 
L'anime revient sur Mangas le 13 novembre 2023  en utilisant le format d'époque, avant de revenir le 9 septembre 2024 dans sa version HD.
Depuis le 29 juin 2015, l'anime est diffusé sur YouTube sur la chaine Studio100 KIDS Français.
Par la qualité de sa mise en scène, Heidi est considérée aujourd'hui comme un tournant majeur dans l'histoire de la série d'animation télévisée, non seulement au Japon mais aussi à l'échelle internationale.

## Synopsis

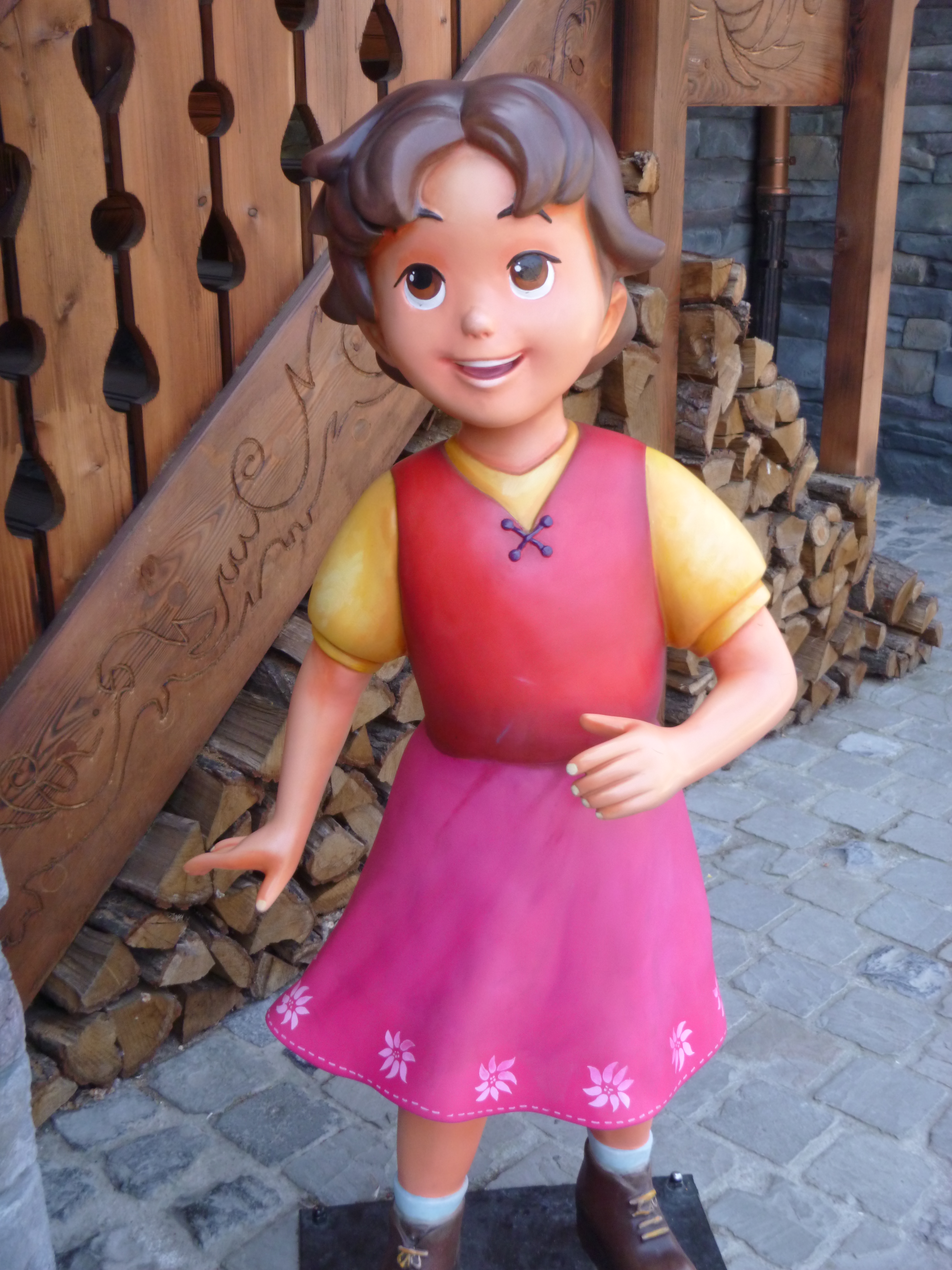
Statue de Heidi dans le parc d’attractions belge Plopsaland De Panne.

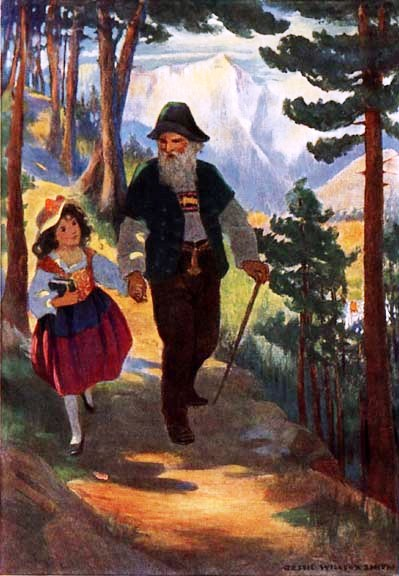
Heidi et son grand-père, llustration de 1922 par Jessie Willcox Smith (1863-1935).

L'histoire se déroule en Suisse et en Allemagne, au XIXe siècle. Heidi, une petite fille de sept ans, est orpheline depuis quatre ans. Elle a été recueillie par sa tante Dete, la sœur de sa mère, qui travaille à Bad Ragaz. Lorsque celle-ci trouve un travail à Francfort, ne pouvant pas emmener Heidi avec elle, elle la confie à son grand-père paternel, qui vit dans un chalet de montagne en Suisse, à l'écart d'un village dont les habitants le voient comme un homme bourru et marginal. On le surnomme « l'Oncle de l'Alpe », et la rumeur populaire prétend qu'il aurait tué quelqu'un par le passé. Il s'attendrit au contact de la fillette et s'occupe d'elle comme si elle était sa propre fille, lui donnant le peu qu'il possède et, par exemple, en lui confectionnant des objets à sa mesure et en lui fournissant tout ce qui lui est nécessaire. Heidi fait la connaissance de Pierre (Peter), le jeune gardien de troupeau qui s'occupe des chèvres des villageois et de son grand-père. Ils deviennent bientôt d'excellents amis. Les deux enfants vivent de nombreuses aventures aux alpages, où Heidi accompagne Pierre et prend soin de sa chevrette préférée, Blanchette. Heidi prend un plaisir énorme à la vie de montagne, et bientôt elle est attachée à son grand-père et à cette vie rude.
Deux ans plus tard, Dete, la tante de Heidi, revient pour l'emmener vivre à Francfort afin qu'elle bénéficie d'une meilleure éducation. Heidi préfèrerait rester vivre à la montagne, mais, en lui mentant, Dete la convainc de l'accompagner, lui promettant qu'elle rentrera le soir même. Le départ d'Heidi inquiète beaucoup Pierre et sa famille et plonge son grand-père dans un mélange de colère et de chagrin. Quand elle arrive à Francfort, Heidi ne se sent pas vraiment à l'aise. Tout d'abord, on l'appelle Adélaïde, au lieu de Heidi, et elle est persécutée par la gouvernante de la maison, l'implacable et rigide Mlle Rougemont (Rottenmeier). Innocente mais débordante d'énergie, Heidi ne se fait pas à la vie de la ville où l'on tente de lui inculquer les bonnes manières de la haute société. À table, ce n'est pas la même chose qu'à la montagne, elle ne fait pas elle-même son lit et surtout, elle n'entend pas le bruit de la nature. La seule chose qu'elle aime dans cette maison, c'est la fille de la riche famille, Claire (Clara). Celle-ci est paraplégique depuis la naissance et ne peut se déplacer seule. Elle passe ses journées assise à lire ou à regarder par la fenêtre. Une amitié indéfectible finit par unir les deux jeunes filles, et Heidi permet à Claire de s'ouvrir sur la vie dans la nature, plutôt que de rester cloitrée dans sa grande maison où elle s'ennuie. Cela contribuera progressivement à améliorer la santé de Claire et à lui faire retrouver goût à la vie d'une enfant normal. Mais, à un certain point, Heidi, ne pouvant se faire à cette nouvelle vie, tombe malade de chagrin. Elle pourra finalement repartir dans la montagne, avec l'accord du père de Claire, M. Gérard (Sesemann).
Un an plus tard, une surprise attend Heidi. Elle reçoit son amie Claire pendant l'été. C'est à partir de ce moment-là que Claire va vouloir essayer de marcher pour la première fois de sa vie. Chaque jour, Heidi et Pierre apprennent à Claire comment marcher et finalement, lorsque sa famille lui rend visite à la montagne, Claire a retrouvé l'usage de ses jambes. Heidi est au comble du bonheur, et tous ses amis aussi.

## Fiche technique
- Œuvre originale : Johanna Spyri
- Titre original : Arupusu no Shôjo Haiji
- Réalisation : Isao Takahata
- Scénario : Yoshiaki Yoshida, Hisao Ôkawa et Mamoru Sasaki
- Musique : Takeo Watanabe
- Directeur artistique : Masahiro Ioka
- Producteur : Shigehito Takahashi et Junzô Nakajima
- Sociétés de production : Zuiyo Eizo (Nippon Animation)
- Création des personnages (Chara-Design) : Yôichi Kotabe[6]
- Directeur de l'animation : Yôichi Kotabe
- Directeur artistique : Masahiro Ioka
- Directeur de l'écriture : Isao Matsuki
- Layout : Hayao Miyazaki
- Directeur de la photographie : Keishichi Kuroki
- Story-board : Yoshiyuki Tomino, Yoshio Kuroda, Shûji Yamazaki, Hiroshi Saitô, Fumio Ikeno, Keiji Hayakawa, Kazuyoshi Yokota et Seiji Okuda
- Interprétation du Générique VF : Danielle Licari[7]

## Distribution

### Voix originales
- Kazuko Sugiyama : Heidi
- Kōhei Miyauchi : Alm-Ohi
- Noriko Ohara : Peter
- Rihoko Yoshida : Clara Sesemann
- Miyoko Asō : Rottenmeier

### Voix québécoises
- Jean Fontaine : Grand-père
- Ève Gagnier : Heidi
- Marie Bégin : Pierre
- Nicole Fontaine : Claire
- Louise Rémy : Brigitte, la mère de Pierre / Daïte, la tante de Heidi
- Yolande Roy : la grand-mère de Pierre
- Françoise Faucher : la grand-mère de Claire
- Béatrice Picard : Mlle Rougemont
- Hubert Noël : le père de Claire (1re voix)
- Ronald France : le père de Claire (2e voix)
- Andrée Lachapelle : narratrice
- Marie-Christine Barrault : narratrice (livre-disque uniquement)

 Source et légende : version québécoise (VQ) sur Doublage.qc.ca

### Voix françaises
- Eve Gagnier : Heidi
- Jean Fontaine : Grand-père de Heidi
- Marie Bégin : Pierre
- Nicole Fontaine : Claire
- Louise Rémy : Tante de Heidi, mère de Pierre
- Yolande Roy : Grand-mère de Pierre
- Françoise Faucher : Grand-mère de Claire
- Béatrice Picard : Mademoiselle Rougemont
- Hubert Noël : Père de Claire (1ère voix)
- Ronald France : Père de Claire (2ème voix)
- Andrée Lachapelle : La narratrice
- Marie-Christine Barrault : La narratrice (livre-disque)[9]

### Voix anglaises
- Randi Kiger : Heidi
- Vic Perrin : Alm-Ohi
- Billy Whitaker : Peter

## Liste des épisodes

### Saison 1
1. La montagne
2. Le chalet de Grand-Père
3. Dans les pâturages
4. Un de plus dans la famille
5. La lettre brûlée
6. La fin de l’été
7. Le bruit du sapin
8. Où vas-tu, Noiraud ?
9. Le monde argenté d'Almu
10. Chez Grand-Mère
11. Par une journée orageuse et enneigée
12. Le printemps est là!
13. Tonnerre printanier
14. Mauvaises nouvelles
15. Flocon de neige
16. Le village
17. Deux invités
18. Séparation
19. À Francfort
20. Une nouvelle vie commence
21. J'aimerais tellement pouvoir voler
22. Le mal du pays
23. Beaucoup à faire
24. Le chaton est jeté dehors
25. Les petits pains
26. Monsieur Sesemann est de retour
27. Grand-Mère
28. Pique-nique dans la forêt
29. Deux cœurs
30. J'aimerais tellement attraper le soleil
31. Au revoir grand-mère
32. Une nuit d’orage
33. Un fantôme
34. Le retour
35. À la maison
36. De retour au pré
37. La petite chèvre
38. La nouvelle maison
39. Course de traîneaux
40. Je veux aller dans les Alpes
41. La promesse du docteur
42. Quelle joie de se revoir
43. Le souhait de Clara
44. Petit projet
45. Les enfants sur la montagne
46. La joie de Clara
47. Bonjour, Grand-Mère
48. Léger espoir
49. Un vœu
50. Debout
51. Regardez, Clara marche !
52. Heureuse fin

## Autour de la série
En 2008, Studio 100 a racheté la société allemande EM Entertainment qui était jusqu'alors propriétaire de la série,.
Un village du nom de Hokuto, situé à environ deux heures de Tokyo, reproduit le cadre et l'architecture, version suisse, de celui de Heidi et y prépare même une fondue au fromage en version japonaise quelque peu remaniée par rapport à la recette originale puisque, en lieu et place de pain en guise d'accompagnement, la dégustation en est ici agrémentée de saucisses et de légumes .
En 2016, son réalisateur Isao Takahata a été l'invité de NEF Animation au Centre Européen d'Études Japonaises d'Alsace pour diriger une masterclass de cinq jours, destinée aux professionnels français et entièrement consacrée à cette série .